# Microcoelia caespitosa
Microcoelia caespitosa là một loài thực vật có hoa trong họ Lan. Loài này được (Rolfe) Summerh. mô tả khoa học đầu tiên năm 1936.